# Peter Paul Maria Alberdingk Thijm
Peter Paul Maria Alberdingk Thijm (Amsterdam, 21 ottobre 1827 – Lovanio, 1º febbraio 1904) è stato uno storico e saggista olandese.

## Biografia
Studiò nelle scuole della sua città natale, in un primo momento presso il Ginnasio e poi al Ateneo, da cui si laureò in lettere e storia nel 1857. Per alcuni anni fu docente di storia a Maastricht, successivamente fu nominato professore presso l'Università Cattolica di Lovanio nel 1870.
Fu vice presidente dell'associazione degli studenti "Met Tijd en Vlijt" e di "Constantius Buter"; membro dell'Accademia Reale di lingua e letteratura olandese, e successivamente suo presidente. Dal 1888 in poi, Paul Thijm curò il periodico Dietsche Warande.
Inoltre fu il presidente del Davidsfonds (1875-1878).
Lo scrittore Joseph Albert Alberdingk Thijm era suo fratello.

## Opere
- "De H. Willibrord, Apostel der Nederlanden" (1867);
- "Karel de groote en zijne eeuw" (1866);
- "De gestichten van liefdadigheid in België, van Karel de Groote tot aan de XVIde eeuw", vinse il premio da parte dell'Accademia reale di scienze, lettere e belle arti del Belgio (1883);
- "Schets der Algemeene Geschiedenis" (1870);
- "Vroolijke historie van Ph. van Marnix" (1876);
- "Spiegel van Nederlandsche letteren" (1877).